# Microwave Journal
Microwave Journal (abreujat com MWJ), és una revista nord-americana. Es va establir el 1958 com una revista tècnica de la indústria que cobreix aplicacions de RF i microones per a enginyers i científics en exercici. Està indexat i resumit al Science Citation Index La revista impresa arriba a 50.000 lectors qualificats mensualment (impressió i distribució digital). Els articles de la revista són revisats pel seu comitè de revisió editorial per determinar l'impacte, la rellevància i la precisió, convertint-los en l'única revista de la indústria revisada per parells en aquest mercat. Va tenir un factor d'impacte de 0,35 el 2018 segons la llista de Web of Science Journal. També publica en xinès bimensualment arribant a 10.000 lectors a la Xina. El 2017, es va llançar una revista germana que cobreix aplicacions digitals d'alta velocitat anomenada Signal Integrity Journal. Ambdues revistes són gratuïtes per als subscriptors qualificats i tenen el suport dels anunciants.